# Euphyia rubronotata
Euphyia rubronotata là một loài bướm đêm trong họ Geometridae.